# Parti du mouvement ouvrier
 (février 2018).
Si vous disposez d'ouvrages ou d'articles de référence ou si vous connaissez des sites web de qualité traitant du thème abordé ici, merci de compléter l'article en donnant les références utiles à sa vérifiabilité et en les liant à la section « Notes et références ».
 (février 2018).
Le Parti du mouvement ouvrier (en turc : Emekçi Hareket Partisi) est un parti politique turc se réclamant des principes marxistes-léninistes. Il a été fondé le 5 janvier 2004. Les membres fondateurs, issus du Parti de la Liberté et de la Solidarité (ÖDP), ont fait scission à la suite de désaccords sur les questions européennes, kurdes, et celle des prisons de type F[Quoi ?].  Après cette scission, le groupe participe au processus de fondation du Parti de la démocratie socialiste dont il se sépare également à la suite de nouveaux désaccords concernant les problématiques kurdes. 

## Histoire
La création du PMO débuta avec une scission du parti Dev-genç menée par un groupe militant dissident basé à Eskişehir au début des années 1990 et qui opérait au sein de l'ÖDP, a participé au processus de formation du PDS (Parti de la démocratie socialiste). 
Néanmoins, ce groupe de nouveau instable s'est séparé du PDS afin de former un mini-parti, le PMO, en 2004 et de prendre leur indépendance des partis dits plus traditionnels. 

## Programme
Le Parti du mouvement ouvrier présente le Marxisme-léninisme comme la lumière et la direction de la classe ouvrière, pour en finir avec le capitalisme, les classes, l'exploitation, l'aliénation, et proposer l'effacement de toutes les relations d'oppression sous le communisme.
Il est internationaliste, démocratique, pour la planification, pluraliste, libertaire, en faveur de la libération des femmes et du combat contre les discriminations envers les LGBT, et lutte pour un socialisme démocratique anti-bureaucratique.
Son combat est tourné vers la résolution des contradictions entre travail intellectuel et travail manuel, entre villes et campagne, pour la fin des inégalités et l'élimination de la violence, l'écrasement du racisme, du chauvinisme, du fascisme, du colonialisme, du gérontocratisme, de l'hétéronormativité, du militarisme, des guerres impérialistes et de la domination de l'homme sur la nature.
La Turquie a connu au XXe siècle un important processus de libéralisation économique dans un pays très conservateur. Le PMO se développe donc dans un contexte de politique impérialiste et capitaliste, et s'oppose à ce que le marxisme nomme la "démocratie bourgeoise".
Le parti accepte la théorie de la révolution permanente, la direction et le rôle de base de la classe ouvrière et voit dans le mouvement kurde un allié. Il avance l'internationalisme comme base, développe son activité parmi les femmes, théorise la particularité de l'oppression subie par la communauté LGBT pour s'organiser politiquement, s'affirme écologiste et analyse les conséquences de la troisième période de récession. Il est une union théorique et politique avec comme fonctionnement le centralisme démocratique, rejetant les relations non platoniques entre membres.

## Activités politiques
Le Parti du mouvement ouvrier mène des luttes dans divers domaines, et dans plusieurs régions de Turquie. Son organisation de jeunesse travaille à l'intérieur de l'Union de la Jeunesse étudiante (Genç-Sen). Il organise également des activités contre le chômage et le Conseil de l'enseignement supérieur à travers l'Initiative d'action Meydana. Le mouvement des femmes organise systématiquement des actions et marches contre les meurtres de femmes par le biais de la Plateforme pour la fin des féminicides. La section d'Istanbul du parti participe au mouvement des Mères du samedi. Le parti a soutenu Selahattin Demirtaş lors de l'élection présidentielle de 2014 et a annoncé à l'élection générale de 2015 son soutien au Parti Démocratique des Peuples.
En amont des élections législatives turques de 2023, le Parti du mouvement ouvrier intègre l'Alliance du travail et de la liberté et se présente derrière la liste électorale du Parti de la gauche verte.